# Mikael Strandman
Carl Mikael Strandman, född 11 februari 1966 i Danderyd, Stockholms län, är en svensk politiker (sverigedemokrat). Han var ordinarie riksdagsledamot 2018–2022, invald för Stockholms läns valkrets.
Mikael Strandman blev år 2015 ledamot i kommunfullmäktige i Norrtälje kommun, där han också var ledamot i kommunstyrelsen 2015–2018 och ledamot i byggnadsnämnden 2015–2018. Han var ersättare i landstingsfullmäktige i Stockholms läns landsting 2015–2018 och ledamot i regionfullmäktige 2018–2022. I valet 2018 blev han invald som riksdagsledamot för Stockholms läns valkrets. I riksdagen var han bland annat ledamot i konstitutionsutskottet 2019–2022.
Mikael Strandman flyttade 2022 till Karlstad och blev Sverigedemokraternas förstanamn i regionvalet 2022. Han är sedan dess ledamot i regionfullmäktige och regionstyrelsen i Region Värmland. Vidare är han bland annat ledamot i kommunfullmäktige och ersättare i kommunstyrelsen i Karlstads kommun sedan valet 2022.